# Reflux (Band)
Reflux war eine US-amerikanische Metalcore- und Progressive-Metal-Band aus Washington, D.C., die im Jahr 2002 gegründet wurde und sich 2006 auflöste.

## Geschichte
Die Band wurde im März 2002 vom Sänger Ash Avildsen und dem Gitarristen Tosin Abasi gegründet. Nachdem John Mehoves als zweiter Sänger, Tim Walls als Bassist und Steve Clifford als Schlagzeuger zur Band gekommen waren, folgten die ersten Auftritte. Im Oktober 2004 schloss sich das Debütalbum The Illusion of Democracy über Prosthetic Records an. Mehoves hatte mittlerweile die Band verlassen, da er sich seine Stimmbänder bei den Albumaufnahmen permanent verletzt hatte. Die Gruppe bestand auf dem Album neben Sänger Avildsen und dem Gitarristen Abasi aus dem Schlagzeuger Vince Vinh, dem Bassisten Evan Brewer und dem Keyboarder Chris Dowhan. Als Produzent war Andreas Magnusson hierbei tätig. Im Januar und Februar 2005 spielte die Band zusammen mit Calico System, The Warriors und Deadsoil Auftritte in Nordamerika. Im April und Mai trat die Gruppe zusammen mit Strapping Young Lad, The Agony Scene und Misery Index in den USA und Kanada auf. Daraufhin folgte eine Sommertournee durch die USA zusammen mit On Broken Wings, From a Second Story Window und Ion Dissonance. Im Dezember spielte die Band zusammen mit Ed Gein, Animosity und August Burns Red. Im Jahr 2006 verkündete die Band, dass sie pausieren, sich jedoch nicht auflöse werde. Des Weiteren ließ sie verlauten, dass 2007 ein neues Album erscheinen werde. Jedoch ist dies bisher noch immer nicht geschehen. Stattdessen gründete Avildsen das Label Sumerian Records, während Tosin Abasi Animals as Leaders gründete.

## Stil
Die Band spielt auf dem Album The Illusion of Democracy technisch anspruchsvollen Metal, wobei die Gitarrenarbeit an Gruppen wie Meshuggah, The Dillinger Escape Plan und Strapping Young Lad erinnert. Gelegentlich sind zudem Einflüsse von Bands wie Cynic und Death hörbar. Die Musik kann als technisch anspruchsvoller, progressiver Metalcore bezeichnet werden, bei dem melodische und chaotische Teile vermischt werden und der Einsatz von Sweep Picking und ungewöhnlichen Taktangaben charakteristisch ist. Die Texte auf The Illusion of Democracy sind von politischer Natur und handeln etwa von ungerechtfertigten Kriegen, politisch-wirtschaftliche Verschwörungen und George W. Bush.

## Diskografie
- The Illusion of Democracy (Album, 2004, Prosthetic Records)